# Agrias sardanapaloides
Agrias sardanapaloides är en fjärilsart som beskrevs av Anton Heinrich Fassl 1913. Agrias sardanapaloides ingår i släktet Agrias och familjen praktfjärilar. Inga underarter finns listade i Catalogue of Life.